# Léopold de Ruolz
Léopold Marie Philippe de Ruolz-Montchal, dit Léopold de Ruolz, né le 15 février 1805 à Francheville et mort le 16 mai 1879 à Lyon, est un sculpteur français.
Il fut également professeur de sculpture à l'École des beaux-arts de Lyon.

## Biographie
Léopold de Ruolz est le fils de François-Xavier Marie de Ruolz, maire de Francheville de 1808 à 1829. La famille des comtes de Ruolz est originaire de Serrières en Ardèche. Établie à Lyon à partir du XVIIIe siècle, la famille de Ruolz obtient la seigneurie de Francheville auprès des chanoines de Lyon en 1749 et s'installe dans le domaine du Chatelard.
Léopold de Ruolz naquit le 15 février 1805 au domaine du Chatelard et en devient propriétaire à la mort de son père. Il fait modifier la façade du domaine par son ami, l'architecte Antoine-Marie Chenavard.
En 1829, il épouse Marie-Thérèse Dauphin de Goursac, filleule de la duchesse d’Angoulême (Marie-Thérèse de France) et de Louis XVIII.
En 1835 il est élu membre de l'académie des Sciences, Belles-Lettres et Arts de Lyon.

### Études et parcours artistique
De 1831 à 1833, Ruolz étudie la sculpture à l'École des beaux-arts de Lyon dans les ateliers de Raymond Gayrard, David d'Angers et Jean-François Legendre-Héral.
En 1834, il est admis au Salon de Paris. Il obtient la médaille d'or au Salon de 1836 pour les deux bustes en marbre de La Baronne de Grarier et de César de la ferrière. Il exposera au Salon chaque année jusqu’en 1838.
De 1836 à 1840, il a pour élève les sculpteurs Jean-Antoine Cubisole et Guillaume Bonnet. Il sera aussi le professeur de Charles Soulacroix aux Beaux-Arts de Lyon où il est nommé en 1839 en remplacement de Legendre-Heral en tant que professeur de la classe de sculpture. Il quitte cette fonction en 1845.
Il encourage aussi la vocation de sculptrice de sa nièce Anne de Chardonnet.

## Œuvre

### Sculpture
- Jean-Jacques de Boissieu, 1831, buste en plâtre peint, Académie des sciences, belles-lettres et arts de Lyon.
- Frédéric Charrassin, avocat, Salon de Lyon de 1833, tête colossale en plâtre, localisation inconnue.
- Antoine Géretet, juge au tribunal de Lyon, Salon de Lyon de 1833, médaillon en plâtre, localisation inconnue.
- Le Docteur Gall adressant ses découvertes aux Sciences et aux Arts, Salon de Paris de 1834, bas-relief, localisation inconnue.
- Tête de femmes, Salon de Paris de 1834, médaillon en plâtre, localisation inconnue.
- César de La Ferrière, Salon de Paris de 1836, buste en marbre, localisation inconnue.
- La Baronne de Grarier, Salon de Paris de 1836, buste en marbre, localisation inconnue.
- Joseph Marie Jacquard, 1836, quatre esquisses, localisation inconnue.
- Le Christ sauveur, style byzantin, 1836, statue en plâtre, localisation inconnue.
- L'Entrée à Jérusalem, groupe gothique, 1836, ivoire et vermeil, localisation inconnue.
- Evircoma et son fils Ogal, sujet tiré d'Ossian, 1836, localisation inconnue.
- Vieux Barde aveugle pleurant son chien, sujet tiré d'Ossian, 1836, localisation inconnue.
- Une martyre jetée nue au milieu de l’amphithéâtre, scène historique, 1836, localisation inconnue.
- Ève repentante, 1836, localisation inconnue.
- Une captive, 1836, localisation inconnue.
- Une naufragée, 1836, localisation inconnue.
- Une jeune fille, 1836, localisation inconnue.
- La Religion régénératrice, projet pour la décoration de fonts baptismaux, 1836, localisation inconnue.
- La Ville de Lyon, projet pour la décoration d'une fontaine, 1836, localisation inconnue.
- Le Christ donnant les sept sacrements à l’Église, Salon de Paris de 1838, bas-relief en marbre, Francheville, domaine du Chatelard.
- Le Maréchal Suchet, Salon de Lyon de 1839, buste en marbre, musée des Beaux-Arts de Lyon[7].
- Le Baron  Pierre-Thomas Rambaud, maire de Lyon, 1841, buste en marbre, hôtel de ville de Lyon, salon de la conservation.
- Claude-Antoine Bouchet, 1842, buste en marbre, musée des Beaux-Arts de Lyon[8]. Une épreuve en bronze orne la tombe du chirurgien à Lyon au cimetière de Loyasse.
- Cicéron, buste en marbre blanc et marbre noir veiné blanc, inscrit à l'inventaire supplémentaire des monuments historiques le 16 février 1983, mairie de Francheville[9].
- Christ bénissant, basilique Saint-Martin d'Ainay.
- Antoine-Marie Chenavard, architecte, médaillon, localisation inconnue.
- Jean-Baptiste Dugas-Montbel, buste, localisation inconnue.

Œuvres de Léopold de Ruolz
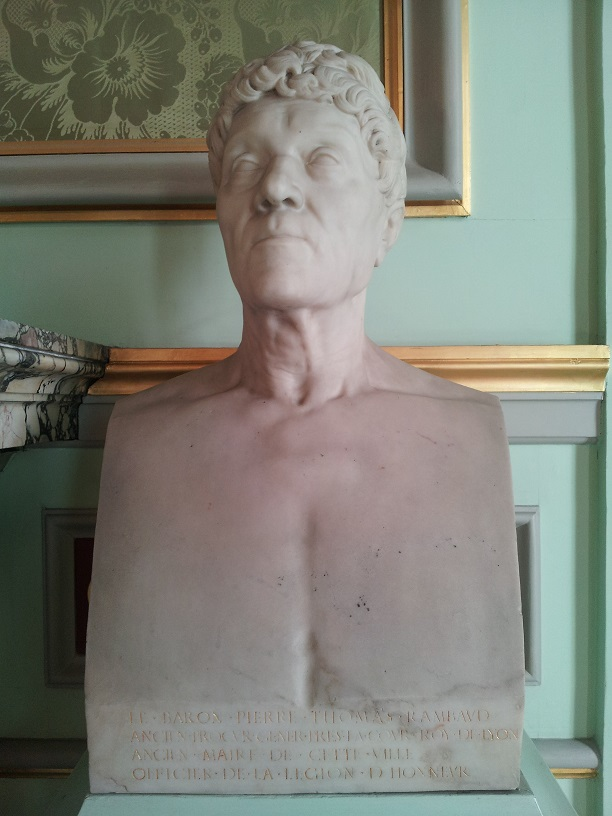
Le Baron Pierre-Thomas Rambaud (1841), musée des Beaux-Arts de Lyon.
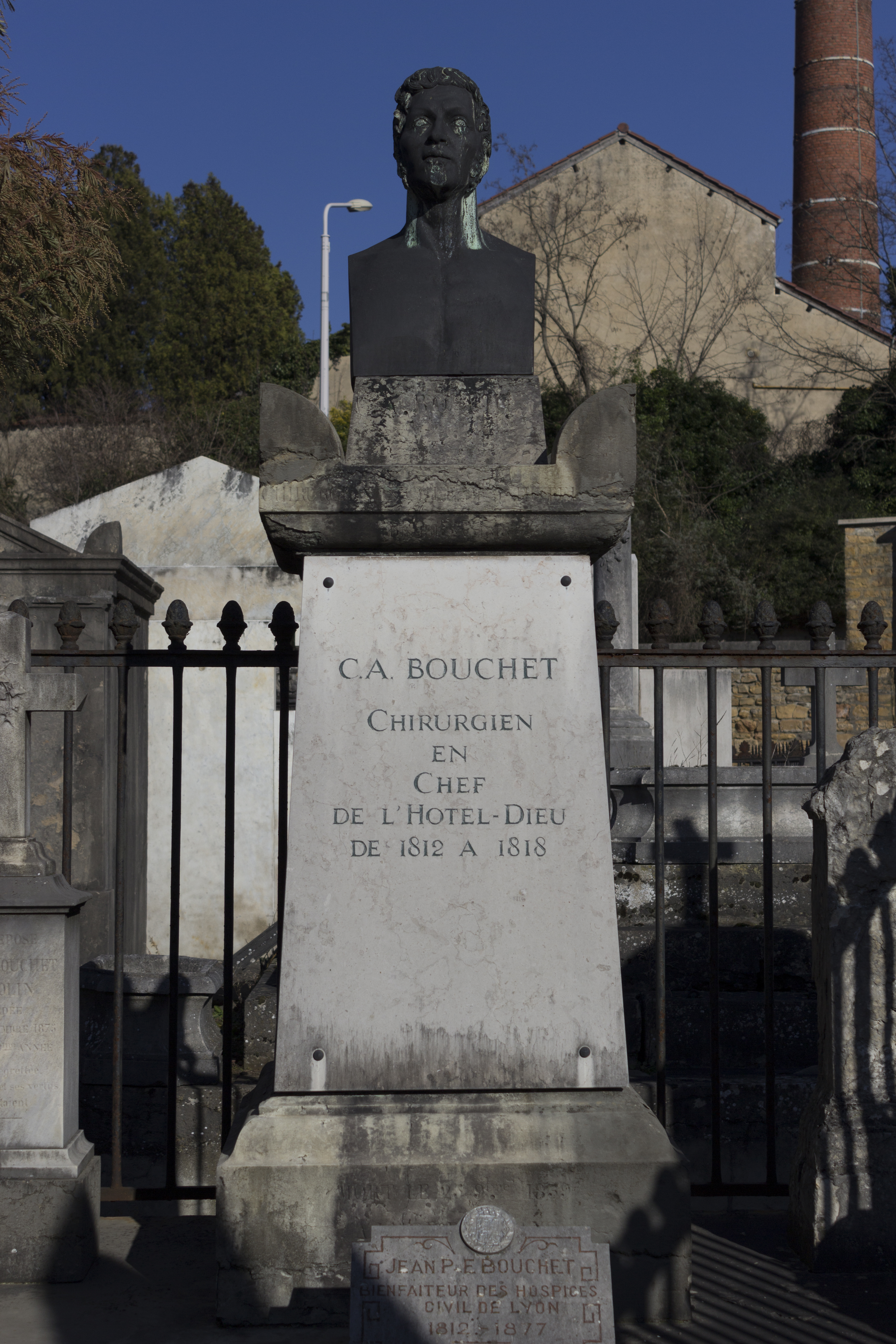
Claude-Antoine Bouchet, bronze, Lyon, cimetière de Loyasse.
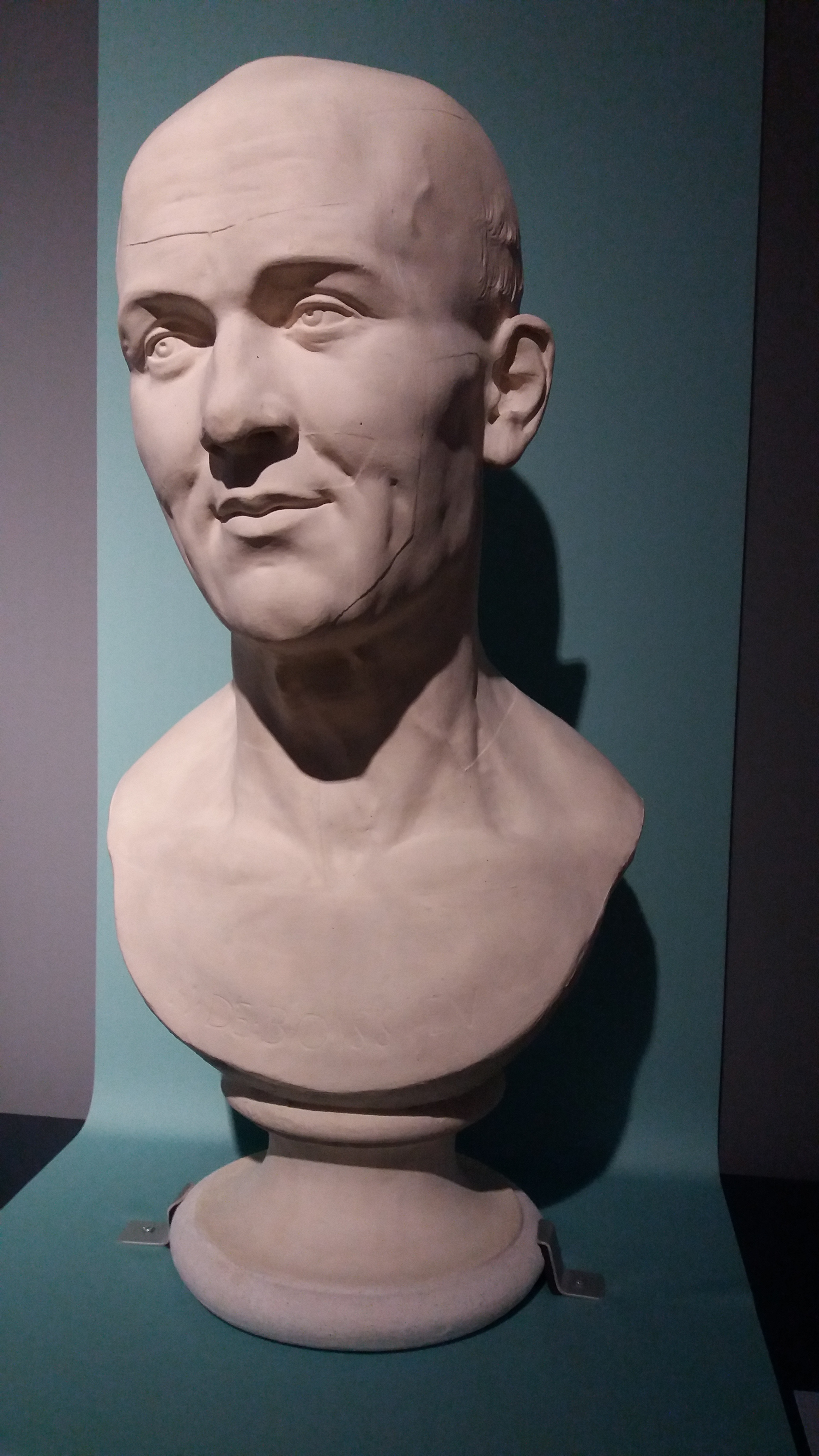
Jean-Jacques de Boissieu, Académie des sciences, belles-lettres et arts de Lyon.

### Publication
- Discours sur les Études du Sculpteur, discours de réception à l'Académie de Lyon, Lyon, 1836.